# Lunderskov
Lunderskov es un poblado ferroviario danés perteneciente al municipio de Kolding, en la región de Dinamarca Meridional.
Tiene 3071 habitantes en 2016, lo que lo convierte en la tercera localidad más importante del municipio tras Kolding y Vamdrup.
Se sitúa 10 km al oeste de la capital municipal, sobre la carretera 32 que une esta con Ribe.